# Soupisky hokejových reprezentací na MS 2018 (skupina B)
Mistrovství světa v ledním hokeji 2018 elit se zúčastnilo celkem 16 národních týmů. Každý tým musí mít na soupisce nejméně 15 bruslařů (útočníků a obránců) a dva brankáře, a nanejvýš 22 bruslařů a tři brankáře.
Tato základní skupina se odehrála v Herningu.

## Skupina A

### Soupiska kanadského týmu
- Soupiska na oficiálních webových stránkách [1]
- Hlavní trenér: Bill Peters nominoval na šampionát 2018 tyto hráče.
- Asistent trenéra: Robert BOUGHNER
- Asistent trenéra: Michael YEO

| 1  | G | Michael DiPietro    | 6. září 1999 (ve věku 18 let)       | Windsor Spitfires     |
| 3  | D | Joel Edmundson      | 28. června 1993 (ve věku 24 let)    | St. Louis Blues       |
| 5  | D | Aaron Ekblad        | 7. února 1996 (ve věku 22 let)      | Florida Panthers      |
| 6  | D | Ryan Pulock         | 6. října 1994 (ve věku 23 let)      | New York Islanders    |
| 7  | F | Jordan Eberle       | 15. května 1990 (ve věku 27 let)    | New York Islanders    |
| 8  | F | Kyle Turris         | 14. srpna 1989 (ve věku 28 let)     | Nashville Predators   |
| 10 | F | Brayden Schenn – A  | 22. srpna 1991 (ve věku 26 let)     | St. Louis Blues       |
| 11 | F | Jean-Gabriel Pageau | 11. listopadu 1992 (ve věku 25 let) | Ottawa Senators       |
| 12 | F | Josh Bailey         | 2. října 1989 (ve věku 28 let)      | New York Islanders    |
| 13 | F | Mathew Barzal       | 26. května 1997 (ve věku 20 let)    | New York Islanders    |
| 17 | F | Jaden Schwartz      | 25. června 1992 (ve věku 25 let)    | St. Louis Blues       |
| 18 | F | Pierre-Luc Dubois   | 24. června 1998 (ve věku 19 let)    | Columbus Blue Jackets |
| 21 | F | Tyson Jost          | 17. března 1998 (ve věku 20 let)    | Colorado Avalanche    |
| 25 | D | Darnell Nurse       | 4. února 1995 (ve věku 23 let)      | Edmonton Oilers       |
| 27 | D | Ryan Murray         | 27. září 1993 (ve věku 24 let)      | Columbus Blue Jackets |
| 30 | G | Curtis McElhinney   | 23. května 1983 (ve věku 34 let)    | Toronto Maple Leafs   |
| 35 | G | Darcy Kuemper       | 5. května 1990 (ve věku 27 let)     | Arizona Coyotes       |
| 44 | F | Marc-Edouard Vlasic | 30. března 1987 (ve věku 30 let)    | San Jose Sharks       |
| 52 | D | Thomas Chabot       | 30. ledna 1997 (ve věku 21 let)     | Ottawa Senators       |
| 53 | F | Bo Horvat           | 4. května 1995 (ve věku 23 let)     | Vancouver Canucks     |
| 55 | D | Colton Parayko      | 12. května 1993 (ve věku 24 let)    | St. Louis Blues       |
| 72 | F | Anthony Beauvillier | 8. června 1997 (ve věku 20 let)     | New York Islanders    |
| 90 | F | Ryan O'Reilly – A   | 7. února 1991 (ve věku 27 let)      | Buffalo Sabres        |
| 93 | F | Ryan Nugent-Hopkins | 12. dubna 1993 (ve věku 25 let)     | Edmonton Oilers       |
| 97 | F | Connor McDavid –    | 13. ledna 1997 (ve věku 21 let)     | Edmonton Oilers       |

### Soupiska finského týmu
- Soupiska na oficiálních webových stránkách [2]
- Hlavní trenér: Lauri Marjamäki nominoval na šampionát 2018 tyto hráče.
- Asistent trenéra: Ari HILLI
- Asistent trenéra: Mikko MANNER
- Asistent trenéra: Jussi TAPOLA

| 2  | D | Ville Pokka           | 3. června 1994 (ve věku 23 let)    | Belleville Senators      |
| 4  | D | Tommi Kivistö         | 7. června 1991 (ve věku 26 let)    | Jokerit                  |
| 6  | D | Julius Honka          | 12. března 1995 (ve věku 23 let)   | Dallas Stars             |
| 7  | D | Niko Mikkola          | 27. dubna 1996 (ve věku 22 let)    | Tappara                  |
| 12 | F | Marko Anttila         | 27. května 1985 (ve věku 32 let)   | Jokerit                  |
| 18 | F | Saku Mäenalanen       | 29. května 1994 (ve věku 23 let)   | Oulun Kärpät             |
| 19 | F | Veli-Matti Savinainen | 5. ledna 1986 (ve věku 32 let)     | HK Jugra Chanty-Mansijsk |
| 20 | F | Sebastian Aho – A     | 26. července 1997 (ve věku 20 let) | Carolina Hurricanes      |
| 22 | F | Janne Pesonen         | 11. května 1982 (ve věku 35 let)   | Växjö Lakers HC          |
| 24 | F | Kasperi Kapanen       | 23. července 1996 (ve věku 21 let) | Toronto Maple Leafs      |
| 25 | F | Pekka Jormakka        | 14. září 1990 (ve věku 27 let)     | Jokerit                  |
| 29 | G | Harri Säteri          | 29. prosince 1989 (ve věku 28 let) | Florida Panthers         |
| 34 | F | Olli Palola           | 8. dubna 1988 (ve věku 30 let)     | Jokerit                  |
| 35 | G | Ville Husso           | 26. února 1995 (ve věku 23 let)    | San Antonio Rampage      |
| 37 | G | Eero Kilpeläinen      | 7. května 1985 (ve věku 32 let)    | Örebro HK                |
| 41 | D | Miro Heiskanen        | 18. července 1999 (ve věku 18 let) | HIFK Hockey              |
| 50 | D | Juuso Riikola         | 9. listopadu 1993 (ve věku 24 let) | KalPa                    |
| 55 | D | Miika Koivisto        | 20. července 1990 (ve věku 27 let) | Oulun Kärpät             |
| 64 | F | Mikael Granlund –     | 26. února 1992 (ve věku 26 let)    | Minnesota Wild           |
| 65 | F | Sakari Manninen       | 10. února 1992 (ve věku 26 let)    | Örebro HK                |
| 74 | F | Antti Suomela         | 17. března 1994 (ve věku 24 let)   | JYP Jyväskylä            |
| 77 | D | Markus Nutivaara      | 6. června 1994 (ve věku 23 let)    | Columbus Blue Jackets    |
| 81 | F | Eeli Tolvanen         | 22. duben 1999 (ve věku 19 let)    | Nashville Predators      |
| 86 | F | Teuvo Teräväinen      | 11. září 1994 (ve věku 23 let)     | Carolina Hurricanes      |
| 96 | F | Mikko Rantanen – A    | 29. října 1996 (ve věku 21 let)    | Colorado Avalanche       |

### Soupiska amerického týmu
- Soupiska na oficiálních webových stránkách [3]
- Hlavní trenér: Jeff Blashill nominoval na šampionát 2018 tyto hráče.
- Asistent trenéra: Dan BYLSMA
- Asistent trenéra: Don GRANATO

| 1  | G | Keith Kinkaid     | 4. července 1989 (ve věku 28 let)   | New Jersey Devils     |
| 3  | F | Nick Bonino       | 20. dubna 1988 (ve věku 29 let)     | Nashville Predators   |
| 4  | D | Will Butcher      | 6. ledna 1995 (ve věku 23 let)      | New Jersey Devils     |
| 5  | D | Connor Murphy – A | 26. března 1993 (ve věku 25 let)    | Arizona Coyotes       |
| 7  | F | Derek Ryan        | 29. prosince 1986 (ve věku 31 let)  | Carolina Hurricanes   |
| 12 | F | Alex DeBrincat    | 18. prosince 1997 (ve věku 20 let)  | Chicago Blackhawks    |
| 13 | F | Johnny Gaudreau   | 13. srpna 1993 (ve věku 24 let)     | Calgary Flames        |
| 14 | D | Nick Jensen       | 21. září 1990 (ve věku 27 let)      | Detroit Red Wings     |
| 20 | F | Chris Kreider     | 30. dubna 1991 (ve věku 27 let)     | New York Rangers      |
| 21 | F | Dylan Larkin – A  | 30. července 1996 (ve věku 21 let)  | Detroit Red Wings     |
| 22 | F | Sonny Milano      | 12. května 1996 (ve věku 21 let)    | Columbus Blue Jackets |
| 23 | D | Alec Martinez     | 28. listopadu 1991 (ve věku 26 let) | Los Angeles Kings     |
| 25 | F | Blake Coleman     | 28. listopadu 1991 (ve věku 26 let) | New Jersey Devils     |
| 27 | F | Anders Lee        | 3. července 1990 (ve věku 27 let)   | New York Islanders    |
| 29 | F | Tage Thompson     | 30. října 1997 (ve věku 20 let)     | St. Louis Blues       |
| 33 | G | Scott Darling     | 22. prosince 1988 (ve věku 29 let)  | Carolina Hurricanes   |
| 35 | G | Charlie Lindgren  | 18. prosince 1993 (ve věku 24 let)  | Montreal Canadiens    |
| 36 | F | Colin White       | 30. ledna 1997 (ve věku 21 let)     | Ottawa Senators       |
| 39 | F | Brian Gibbons     | 26. února 1988 (ve věku 30 let)     | New Jersey Devils     |
| 43 | D | Quinn Hughes      | 14. října 1999 (ve věku 18 let)     | Univ. of Michigan     |
| 44 | D | Neal Pionk        | 29. července 1995 (ve věku 22 let)  | New York Rangers      |
| 73 | D | Charlie McAvoy    | 21. prosince 1997 (ve věku 20 let)  | Boston Bruins         |
| 82 | D | Jordan Oesterle   | 25. června 1992 (ve věku 25 let)    | Chicago Blackhawks    |
| 88 | F | Patrick Kane –    | 19. listopadu 1988 (ve věku 29 let) | Chicago Blackhawks    |
| 89 | F | Cam Atkinson      | 5. června 1989 (ve věku 28 let)     | Columbus Blue Jackets |

### Soupiska německého týmu
- Soupiska na oficiálních webových stránkách [4]
- Hlavní trenér: Marco Sturm nominoval na šampionát 2018 tyto hráče.
- Asistent trenéra: Patrick DALLAIRE
- Asistent trenéra: Geoff	WARD
- Asistent trenéra: Tobias ABSTREITER

| 1  | G | Niklas Treutle       | 29. dubna 1991 (ve věku 27 let)     | Nürnberg Ice Tigers   |
| 5  | D | Korbinian Holzer     | 16. února 1988 (ve věku 30 let)     | Anaheim Ducks         |
| 21 | F | Nico Krämmer         | 23. října 1992 (ve věku 25 let)     | Kölner Haie           |
| 22 | F | Matthias Plachta     | 16. května 1991 (ve věku 26 let)    | Adler Mannheim        |
| 24 | D | Dennis Seidenberg –  | 18. července 1981 (ve věku 36 let)  | New York Islanders    |
| 25 | F | Marcel Müller        | 10. července 1988 (ve věku 29 let)  | Krefeld Pinguine      |
| 27 | F | Sebastian Uvira      | 26. ledna 1993 (ve věku 25 let)     | Kölner Haie           |
| 29 | F | Leon Draisaitl – A   | 21. října 1995 (ve věku 22 let)     | Edmonton Oilers       |
| 32 | D | Oliver Mebus         | 30. března 1993 (ve věku 25 let)    | Nürnberg Ice Tigers   |
| 35 | G | Mathias Niederberger | 26. listopadu 1992 (ve věku 25 let) | Düsseldorfer EG       |
| 36 | D | Yannic Seidenberg    | 11. ledna 1984 (ve věku 34 let)     | EHC Red Bull München  |
| 40 | D | Björn Krupp          | 6. března 1991 (ve věku 27 let)     | Grizzlys Wolfsburg    |
| 41 | D | Jonas Müller         | 19. listopadu 1995 (ve věku 22 let) | Eisbären Berlín       |
| 42 | F | Yasin Ehliz          | 30. prosince 1992 (ve věku 25 let)  | Nürnberg Ice Tigers   |
| 50 | F | Patrick Hager – A    | 8. září 1988 (ve věku 29 let)       | EHC Red Bull München  |
| 51 | G | Timo Pielmeier       | 7. července 1989 (ve věku 28 let)   | ERC Ingolstadt        |
| 58 | F | Markus Eisenschmid   | 22. ledna 1995 (ve věku 23 let)     | Laval Rocket          |
| 59 | F | Manuel Wiederer      | 21. listopadu 1996 (ve věku 21 let) | San Jose Barracuda    |
| 65 | F | Marc Michaelis       | 31. července 1995 (ve věku 22 let)  | Minnesota State Univ. |
| 67 | D | Bernhard Ebner       | 12. září 1990 (ve věku 27 let)      | Düsseldorfer EG       |
| 72 | F | Dominik Kahun        | 2. července 1995 (ve věku 22 let)   | EHC Red Bull München  |
| 86 | F | Daniel Pietta        | 9. prosince 1986 (ve věku 31 let)   | Krefeld Pinguine      |
| 91 | D | Moritz Müller        | 19. listopadu 1986 (ve věku 31 let) | Kölner Haie           |
| 92 | F | Marcel Noebels       | 14. března 1992 (ve věku 26 let)    | Eisbären Berlín       |
| 95 | F | Frederik Tiffels     | 20. května 1995 (ve věku 22 let)    | Wheeling Nailers      |

### Soupiska norského týmu
- Soupiska na oficiálních webových stránkách [5]
- Hlavní trenér: Petter Thoresen nominoval na šampionát 2018 tyto hráče.
- Asistent trenéra: Sjur Robert NILSEN
- Asistent trenéra: Per-Erik ALCEN

| 4  | D | Johannes Johannesen   | 1. března 1997 (ve věku 21 let)     | Stavanger Oilers      |
| 6  | D | Jonas Holøs –         | 27. srpna 1987 (ve věku 30 let)     | Fribourg-Gottéron     |
| 8  | F | Mathias Trettenes     | 8. listopadu 1993 (ve věku 24 let)  | Stavanger Oilers      |
| 12 | F | Michael Haga          | 10. března 1992 (ve věku 26 let)    | Mora IK               |
| 14 | D | Dennis Sveum          | 27. listopadu 1986 (ve věku 31 let) | Stavanger Oilers      |
| 15 | F | Tommy Kristiansen     | 26. května 1989 (ve věku 28 let)    | Sparta Warriors       |
| 16 | F | Eirik Salsten         | 17. června 1994 (ve věku 23 let)    | Stavanger Oilers      |
| 17 | D | Stefan Espeland       | 24. března 1989 (ve věku 29 let)    | Vålerenga Ishockey    |
| 18 | F | Tobias Lindström      | 20. dubna 1988 (ve věku 30 let)     | Vålerenga Ishockey    |
| 20 | F | Anders Bastiansen – A | 31. října 1980 (ve věku 37 let)     | IK Frisk Asker        |
| 21 | F | Steffen Thoresen      | 3. června 1985 (ve věku 32 let)     | Storhamar Hockey      |
| 22 | F | Martin Røymark        | 10. listopadu 1986 (ve věku 31 let) | MODO Hockey           |
| 25 | G | Henrik Holm           | 6. září 1990 (ve věku 27 let)       | Stavanger Oilers      |
| 26 | F | Kristian Forsberg     | 5. května 1986 (ve věku 31 let)     | Stavanger Oilers      |
| 27 | F | Ludvig Hoff           | 16. října 1996 (ve věku 21 let)     | Univ. of North Dakota |
| 28 | F | Niklas Roest          | 3. srpna 1986 (ve věku 31 let)      | Sparta Warriors       |
| 30 | G | Lars Haugen           | 19. března 1987 (ve věku 31 let)    | Färjestad BK          |
| 33 | G | Henrik Haukeland      | 6. prosince 1994 (ve věku 23 let)   | Timrå IK              |
| 37 | D | Villiam Strøm         | 10. prosince 1990 (ve věku 27 let)  | Stavanger Oilers      |
| 40 | F | Ken André Olimb       | 21. ledna 1989 (ve věku 29 let)     | Linköpings HC         |
| 43 | D | Christian Bull        | 13. srpna 1996 (ve věku 21 let)     | Storhamar Hockey      |
| 46 | F | Mathis Olimb – A      | 1. února 1986 (ve věku 32 let)      | Linköpings HC         |
| 47 | D | Alexander Bonsaksen   | 24. ledna 1987 (ve věku 31 let)     | Iserlohn Roosters     |
| 90 | D | Daniel Sørvik         | 11. března 1990 (ve věku 28 let)    | HC Verva Litvínov     |
| 93 | F | Thomas Valkvæ Olsen   | 18. května 1993 (ve věku 24 let)    | Södertälje SK         |

### Soupiska lotyšského týmu
- Soupiska na oficiálních webových stránkách [6]
- Hlavní trenér: Bob Hartley nominoval na šampionát 2018 tyto hráče.
- Asistent trenéra: Artis ABOLS
- Asistent trenéra: Jacques CLOUTIER

| 10 | F | Rihards Bukarts       | 31. prosince 1995 (ve věku 22 let) | Eisbären Berlín                |
| 11 | D | Kristaps Sotnieks – A | 29. ledna 1987 (ve věku 31 let)    | HK Lada Toljatti               |
| 15 | F | Mārtiņš Karsums       | 26. února 1986 (ve věku 32 let)    | HK Dynamo Moskva               |
| 18 | F | Rodrigo Ābols         | 5. ledna 1996 (ve věku 22 let)     | Örebro HK                      |
| 21 | F | Rūdolfs Balcers       | 8. dubna 1997 (ve věku 21 let)     | San Jose Barracuda             |
| 23 | F | Teodors Bļugers       | 15. srpna 1994 (ve věku 23 let)    | Wilkes-Barre Scranton Penguins |
| 24 | F | Miķelis Rēdlihs       | 1. července 1984 (ve věku 33 let)  | Dinamo Riga                    |
| 25 | D | Andris Džeriņš        | 14. února 1988 (ve věku 30 let)    | Mountfield HK                  |
| 26 | D | Uvis Jānis Balinskis  | 1. srpna 1996 (ve věku 21 let)     | Dinamo Riga                    |
| 27 | D | Oskars Cibuļskis      | 9. dubna 1988 (ve věku 30 let)     | Mountfield HK                  |
| 29 | D | Ralfs Freibergs       | 17. května 1991 (ve věku 26 let)   | PSG Zlín                       |
| 30 | G | Elvis Merzļikins      | 13. dubna 1994 (ve věku 24 let)    | HC Lugano                      |
| 35 | G | Matiss Kivlenieks     | 26. srpna 1996 (ve věku 21 let)    | Cleveland Monsters             |
| 41 | F | Frenks Razgals        | 8. srpna 1996 (ve věku 21 let)     | Dinamo Riga                    |
| 50 | G | Kristers Gudļevskis   | 31. července 1992 (ve věku 25 let) | Bridgeport Islanders           |
| 58 | D | Guntis Galvinš        | 25. ledna 1986 (ve věku 32 let)    | Dinamo Riga                    |
| 70 | F | Miks Indrašis – A     | 30. září 1990 (ve věku 27 let)     | Dinamo Riga                    |
| 71 | F | Roberts Bukarts –     | 27. června 1990 (ve věku 27 let)   | PSG Zlín                       |
| 77 | D | Kristaps Zīle         | 24. prosince 1997 (ve věku 20 let) | Dinamo Riga                    |
| 79 | F | Vitalijs Pavlovs      | 17. června 1989 (ve věku 28 let)   | Dinamo Riga                    |
| 87 | F | Gints Meija           | 4. září 1987 (ve věku 30 let)      | Dinamo Riga                    |
| 89 | F | Ņikita Jevpalovs      | 9. září 1994 (ve věku 23 let)      | Dinamo Riga                    |
| 91 | F | Ronalds Ķēniņš        | 28. února 1991 (ve věku 27 let)    | ZSC Lions                      |
| 94 | D | Kristiāns Rubīn       | 11. prosince 1997 (ve věku 20 let) | Medicine Hat Tigers            |

### Soupiska dánského týmu
- Soupiska na oficiálních webových stránkách [7]
- Hlavní trenér: Janne Karlsson nominoval na šampionát 2018 tyto hráče.
- Asistent trenéra: Heinz EHLERS
- Asistent trenéra: Tomáš JONSSON

| 3  | D | Philip Larsen      | 7. prosince 1989 (ve věku 28 let)  | Salavat Julajev Ufa            |
| 5  | D | Daniel Nielsen     | 31. října 1980 (ve věku 37 let)    | Herning Blue Fox               |
| 6  | D | Stefan Lassen      | 1. listopadu 1985 (ve věku 32 let) | Pelicans                       |
| 9  | F | Frederik Storm     | 20. února 1989 (ve věku 29 let)    | Malmö Redhawks                 |
| 12 | F | Mads Christensen   | 2. dubna 1987 (věk 31 let)         | EHC Red Bull München           |
| 17 | F | Nicklas Jensen     | 6. března 1993 (ve věku 25 let)    | Jokerit                        |
| 25 | D | Oliver Lauridsen   | 24. března 1989 (ve věku 29 let)   | Jokerit                        |
| 27 | F | Oliver Bjorkstrand | 10. dubna 1995 (věk 23 let)        | Columbus Blue Jackets          |
| 28 | D | Emil Kristensen    | 20. září 1992 (ve věku 25 let)     | KooKoo                         |
| 29 | F | Morten Madsen – A  | 16. ledna 1987 (věk 31 let)        | Karlskrona HK                  |
| 31 | G | Frederik Andersen  | 2. října 1989 (ve věku 28 let)     | Toronto Maple Leafs            |
| 32 | G | Sebastian Dahm     | 28. února 1987 (ve věku 31 let)    | Iserlohn Roosters              |
| 33 | F | Julian Jakobsen    | 11. dubna 1987 (31 let)            | Aalborg Pirates                |
| 36 | F | Janik Hansen       | 15. března 1986 (ve věku 32 let)   | San Jose Sharks                |
| 39 | G | Georg Sørensen     | 15. května 1995 (ve věku 22 let)   | Södertälje SK                  |
| 40 | F | Jesper Jensen      | 5. února 1987 (ve věku 31 let)     | Brynäs IF                      |
| 41 | D | Jesper Jensen      | 30. července 1991 (ve věku 26 let) | Jokerit                        |
| 43 | F | Nichlas Hardt      | 6. července 1988 (věk 29 let)      | Malmö Redhawks                 |
| 48 | D | Nicholas Jensen    | 8. dubna 1989 (ve věku 29 let)     | Fischtown Pinguins Bremerhaven |
| 50 | F | Mathias Bau        | 3. července 1993 (věk 24 let)      | Hershey Bears                  |
| 51 | F | Frans Nielsen – A  | 24. dubna 1984 (věk 34 let)        | Detroit Red Wings              |
| 63 | F | Patrick Russell    | 4. ledna 1993 (věk 25 let)         | Bakersfield Condors            |
| 89 | F | Mikkel Bødker      | 16. prosince 1989 (věk 28 let)     | San Jose Sharks                |
| 93 | F | Peter Regin –      | 16. dubna 1986 (32 let)            | Jokerit                        |

### Soupiska jihokorejského týmu
- Soupiska na oficiálních webových stránkách [8]
- Hlavní trenér: Jim Paek nominoval na šampionát 2018 tyto hráče.
- Asistent trenéra: Woo Jae KIM
- Asistent trenéra: Hoseung SON
- Asistent trenéra: Richard PARK

| 1  | G | Matt Dalton       | 4. července 1986 (ve věku 31 let)  | Anyang Halla           |
| 3  | D | Seo Yeong-jun     | 8. března 1995 (ve věku 23 let)    | Daemyung Killer Whales |
| 5  | D | Bryan Young       | 6. srpna 1986 (ve věku 31 let)     | Daemyung Killer Whales |
| 6  | D | Kim Won-jun       | 4. května 1991 (ve věku 27 let)    | Anyang Halla           |
| 7  | D | Oh Hyon-ho        | 29. října 1986 (ve věku 31 let)    | Daemyung Killer Whales |
| 8  | F | Kim Won-jung      | 18. prosince 1984 (ve věku 33 let) | Anyang Halla           |
| 9  | F | Jeon Jung-woo     | 27. května 1994 (ve věku 23 let)   | Daemyung Sangmu        |
| 10 | F | Michael Swift     | 26. března 1987 (ve věku 31 let)   | High1                  |
| 11 | F | Kim Ki-sung       | 14. května 1985 (ve věku 32 let)   | Anyang Halla           |
| 12 | D | Song Hyeong-cheol | 28. ledna 1996 (ve věku 22 let)    | Anyang Halla           |
| 13 | F | Lee Young-jun     | 3. ledna 1991 (ve věku 27 let)     | Daemyung Killer Whales |
| 19 | F | Kim Sang-uk       | 21. dubna 1988 (ve věku 30 let)    | Anyang Halla           |
| 23 | D | Eric Regan        | 20. května 1988 (ve věku 29 let)   | Anyang Halla           |
| 25 | F | Brock Radunske    | 5. dubna 1983 (ve věku 35 let)     | Anyang Halla           |
| 27 | F | Ahn Jin-hui       | 6. března 1991 (ve věku 27 let)    | Daemyung Sangmu        |
| 31 | G | Lee Yeon-seung    | 17. dubna 1995 (ve věku 23 let)    | Daemyung Killer Whales |
| 36 | F | Park Woo-sang –   | 30. května 1985 (ve věku 32 let)   | Anyang Halla           |
| 44 | D | Alex Plante – A   | 9. května 1989 (ve věku 28 let)    | Anyang Halla           |
| 47 | F | Shin Sang-hoon    | 1. srpna 1993 (ve věku 24 let)     | Daemyung Sangmu        |
| 50 | G | Park Sung-je      | 3. srpna 1988 (ve věku 29 let)     | High1                  |
| 61 | D | Lee Don-ku        | 7. února 1988 (ve věku 30 let)     | Anyang Halla           |
| 63 | F | Park Jin-kyu      | 18. prosince 1991 (ve věku 26 let) | Daemyung Sangmu        |
| 81 | F | Lee Chong-hyun    | 11. července 1996 (ve věku 21 let) | Univerzita Jonse       |
| 87 | F | Cho Min-ho – A    | 4. ledna 1987 (ve věku 31 let)     | Anyang Halla           |
| 96 | F | Shin Sang-woo     | 12. prosince 1987 (ve věku 30 let) | Anyang Halla           |